# Anthurium barryi
Anthurium barryi är en kallaväxtart som beskrevs av Thomas Bernard Croat. Anthurium barryi ingår i släktet Anthurium och familjen kallaväxter. Inga underarter finns listade.